# Edward Radclyffe (6e comte de Sussex)
Edward Radclyffe, 6e comte de Sussex (v. 1559 - août 1643) est un homme politique anglais qui siège à la Chambre des communes entre 1586 et 1611 et puis hérite d'une pairie.

## Biographie
Radclyffe est le fils de Humphrey Radclyffe et de sa femme Isabel Harvey. Il est le petit-fils de Robert Radcliffe (1er comte de Sussex) et d'Elizabeth Stafford, comtesse de Sussex. En 1586, il est élu député de Petersfield. Il est élu député du Bedfordshire en 1588 et de Portsmouth en 1593. Il est de nouveau élu député du Bedfordshire en 1597, 1601 et 1604. Il est nommé shérif du Bedfordshire en 1598.
Radclyffe est fait chevalier vers 1594 et hérite du titre de comte de son cousin Robert Radclyffe (5e comte de Sussex) en 1629.
Radclyffe se marie trois fois : A Elizabeth Petre, la fille de William Petre d'Ingatestone, Essex et veuve de John Gostwick de Willington ; puis (1594) à Jane, fille de Francis Hynde de Madingley, Cambridgeshire et veuve de John Catesby de Newnham à Goldington ; et enfin (1634) à Eleanor, la fille de Richard Wortley de Wortley, Yorkshire et la veuve de Henry Lee, baronnet, de Quarrendon, Buckinghamshire. Eleanor lui survit de nombreuses années et fait deux autres mariages. Il meurt appauvri, ab intestat et sans enfant. Le comté s'éteint avec lui.